# エリック・ボー
エリック・アレン・ボー(Eric Allen Boe、1964年10月1日-)は、アメリカ空軍の大佐、テストパイロットで、アメリカ航空宇宙局の宇宙飛行士である。STS-126及びSTS-133でスペースシャトルを操縦した。

## 生い立ち
ボーはフロリダ州マイアミで生まれ、ジョージア州アトランタで育ち、1983年にジョージア州チャンブリーのヘンダーソン高校を卒業した。その後、彼はジョージア州の民間空中哨戒部隊の士官候補生となり、民間空中哨戒部隊の士官候補生に与えられる最高の賞であるGeneral Carl A Spaatz賞を受賞した。大佐となったボーは、士官候補生となった息子と共に、現在もテキサス州の民間空中哨戒部隊の活動を続けている。1987年に空軍士官学校で宇宙航行学の学士号、1997年にジョージア工科大学で電子工学の修士号を取った。カリフォルニア州サウザンドオークス出身のクリステン・ニューマンと結婚しており、2人の子供がいる。

## 軍でのキャリア
ボーは1987年に空軍士官学校を卒業し、1988年にはテキサス州のシェパード空軍基地でEuro-NATO Joint Jet Pilot Training (ENJJPT)を終えた。F-4の移行訓練の後、F-4Eのパイロットとしてフィリピンのクラーク空軍基地の第3飛行訓練団に配属された。1991年には、ミシシッピ州のコロンバス空軍基地の第50飛行訓練団でT-38の、第49飛行訓練団でAT-38の飛行教官となった。1994年、フロリダ州のチンダル空軍基地でF-15の移行訓練を受けた後、フロリダ州エグリン空軍基地の第60飛行団にF-15Cの飛行指揮官として配属された。第一次湾岸戦争の後にはサザン・ウォッチ作戦の支援のため、イラク上空で55回の出撃を行った。1997年には、カリフォルニア州のエドワーズ空軍基地にあるテストパイロット学校に通った。卒業後、彼はエグリン空軍基地の空対空ミサイル試験部門の責任者として配属され、テストパイロットとしてF-15のA～EモデルやUH-1N ツインヒューイの試験飛行を行った。彼は、45種類以上の異なる航空機で、4,000時間以上の飛行経験を持つ。

## NASAでのキャリア
ボーは、2000年7月にNASAによって宇宙飛行士の候補に選ばれ、2000年8月からジョンソン宇宙センターで訓練を受けたと言われている。2年間の訓練と評価が終わると、彼はNASAに採用され、技術的な業務を行う部署に配属された。彼は2008年11月14日に打ち上げられたSTS-126で、操縦手として初めて宇宙を訪れた。ディスカバリーの最後の飛行となったSTS-133でも操縦手を務め、2度目の宇宙飛行を行った。
2012年8月、ボーは宇宙飛行士部の副部長に指名された。